# NGC 1874
NGC 1874 (другое обозначение — ESO 56-EN84) — эмиссионная туманность с рассеянным скоплением в созвездии Золотой Рыбы, расположенная в Большом Магеллановом Облаке. Открыта Джеймсом Данлопом в 1826 году. Описание Дрейера: «туманность и скопление с двойным ядром». Этот объект входит в число перечисленных в оригинальной редакции «Нового общего каталога».
NGC 1874 совместно с NGC 1876 и NGC 1877 ассоциированы с эмиссионной туманностью (областью ионизированного водорода) N 113, возраст всех трёх скоплений — менее 10 миллионов лет.